# 醒ケ井駅
醒ケ井駅（さめがいえき）は、滋賀県米原市醒井にある、東海旅客鉄道（JR東海）東海道本線の駅である。駅番号はCA82。
会社境界駅である米原駅は西日本旅客鉄道（JR西日本）の管内に入るため、当駅が東海道本線におけるJR東海管轄駅の中で最も西に位置する。運行形態の詳細は「東海道線 (名古屋地区)」を参照。なお、ダイヤは後述する。

## 歴史
- 1900年（明治33年）2月21日：国有鉄道東海道線（1909年に東海道本線に改称）[4]の長岡駅（現在の近江長岡駅） - 米原駅間に新設開業[1][2][3]。一般駅[3]。
- 1972年（昭和47年）3月1日：貨物の取り扱いを廃止[3]。
- 1984年（昭和59年）2月1日：荷物の取り扱いを廃止[3]。
- 1987年（昭和62年）4月1日：国鉄分割民営化に伴い、東海旅客鉄道の駅となる[5][3]。
- 2019年（平成31年）3月2日：ICカード「TOICA」の利用が可能となる（大垣駅方面）[6][7]。これにより、一部の支線を除く東海道本線全駅が、TOICAをはじめとした交通系ICカードの対応駅となった[注釈 1]。
- 2021年（令和3年）3月13日：米原駅方面でICカード「TOICA」の利用が可能となる[8][9]。

## 駅構造
単式ホーム1面1線と島式ホーム1面2線を有する地上駅である。単式ホーム側は閉鎖されており、主に貨物列車の待避線として使用されている。単式ホームに接して、コミュニティセンターが併設された駅舎が置かれている。島式ホームとは跨線橋で連絡している。駅舎は1958年に建築され外壁が駅舎の前を覆う形となっている（外壁は2002年に改修）。
大垣駅管理の簡易委託駅（米原市シルバー人材センターに委託）となっている。なお、JR全線きっぷうりばは簡易委託化時に「みどりの窓口」相当の扱いではなくなったため、マルス端末は設置されているが、取り扱いに制限がある。TOICA対応の簡易改札機設置。

### のりば
| 番線 | 路線          | 方向 | 行先             |
| ---- | ------------- | ---- | ---------------- |
| 2    | CA 東海道本線 | 下り | 米原・京都方面   |
| 3    | CA 東海道本線 | 上り | 大垣・名古屋方面 |

- 1番線は貨物列車の待避線となっており、前述の通りホーム部分にも柵がされている。

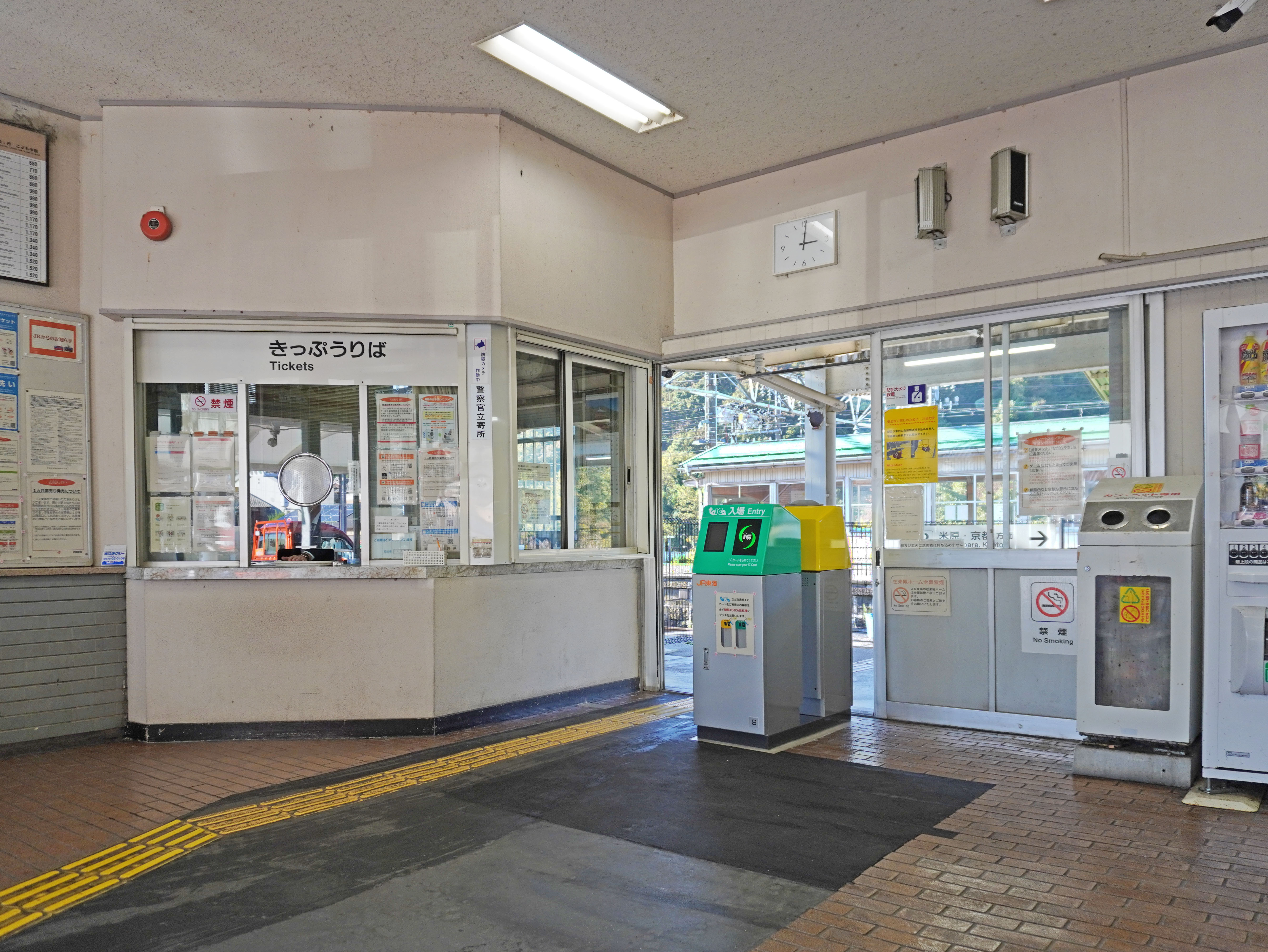
改札口（2022年11月）
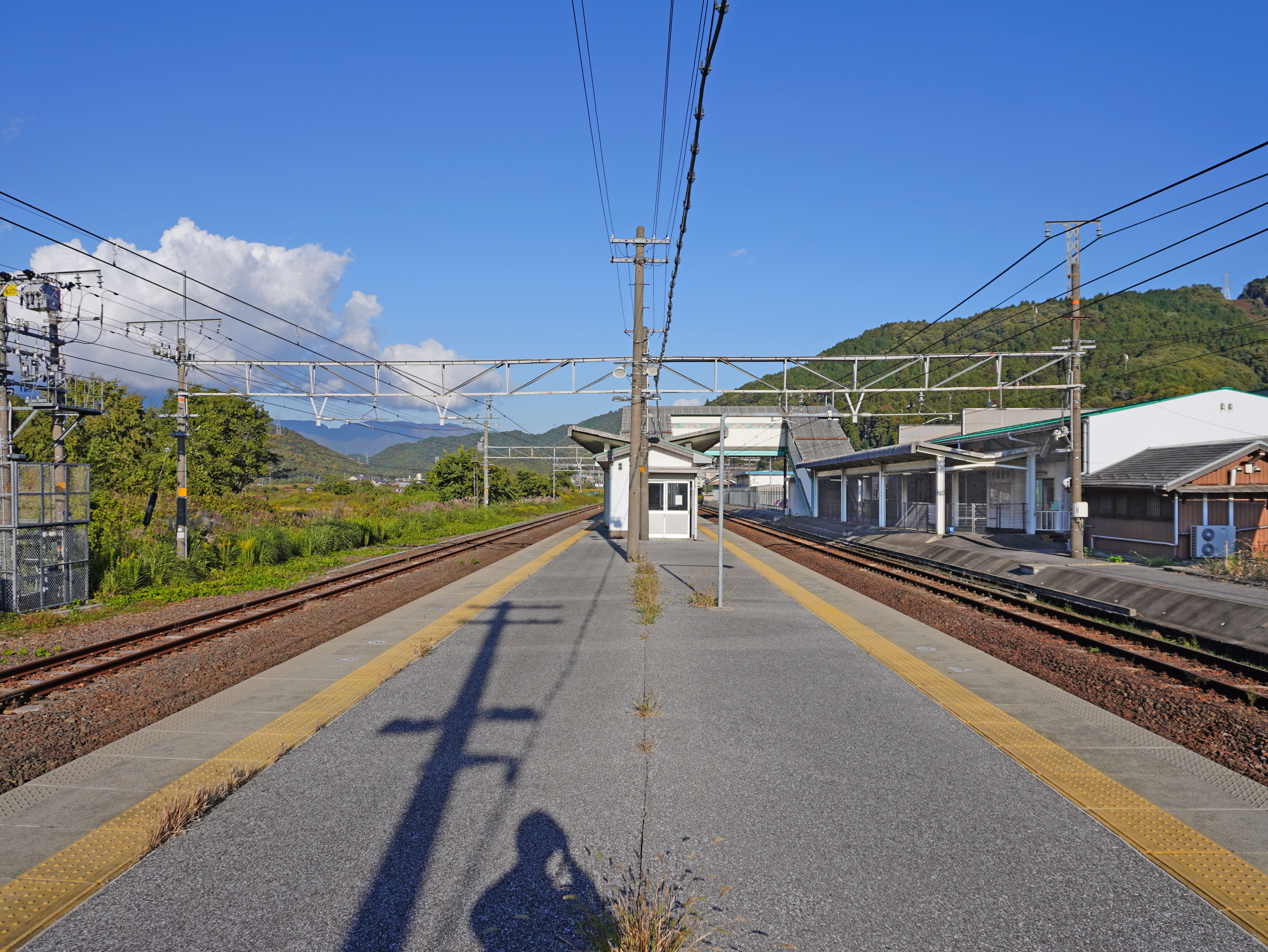
ホーム（2022年11月）

### 大垣保線区
大垣保線区醒ケ井保線支区が存在する。駅舎と別棟に、保線区現場事務所が存在する。これら醒ケ井駅構内から工事用車両の進入のほか、クレーン車、軌道車などが格納されている車庫が存在する。

## 貨物取扱
醒ヶ井駅は1972年に貨物の取り扱いを終了しており、定期貨物列車の発着はない。ただし変圧器輸送用の特大貨物が稀に到着し荷下ろしが行われる。この変圧器輸送は醒ヶ井駅着であるものの当駅は正式な貨物取扱駅ではないため、形式的に岐阜貨物ターミナル駅着として扱われている。
貨物取扱廃止以前は、駅北側にあった上田石灰鉱山から産出する石灰石が発送されていた。鉱山から当駅までの石灰石の輸送には、軽便鉄道（トロッコ）が用いられていた。他に住友セメントへの専用線があり、セメント製品が発着した。

## ダイヤ
普通列車はすべて大垣発着であるが、快速系統の各列車は岐阜・名古屋方面へ直通する。
日中時間帯
- 大垣発着の普通が上下線とも1時間あたり2本停車する。

朝と夕方以降
- 特別快速・新快速・快速の運行があり、晩は米原行きの区間快速も運行される。

※土曜・休日ダイヤとなる日は、米原行きの区間快速が朝に1本のみ追加して運行される。

## 利用状況
JR東海の移動等円滑化取組報告書によれば、2024年度の1日当たりの利用者数は442人。「滋賀県統計書」によると、1日平均の乗車人員は以下の通りである。
| 年度               | 1日平均 乗車人員 | 出典        |
| ------------------ | ---------------- | ----------- |
| 1992年（平成04年） | 552              | [ 統計 1 ]  |
| 1993年（平成05年） | 536              | [ 統計 2 ]  |
| 1994年（平成06年） | 516              | [ 統計 3 ]  |
| 1995年（平成07年） | 490              | [ 統計 4 ]  |
| 1996年（平成08年） | 465              | [ 統計 5 ]  |
| 1997年（平成09年） | 422              | [ 統計 6 ]  |
| 1998年（平成10年） | 408              | [ 統計 7 ]  |
| 1999年（平成11年） | 407              | [ 統計 8 ]  |
| 2000年（平成12年） | 407              | [ 統計 9 ]  |
| 2001年（平成13年） | 383              | [ 統計 10 ] |
| 2002年（平成14年） | 386              | [ 統計 11 ] |
| 2003年（平成15年） | 397              | [ 統計 12 ] |
| 2004年（平成16年） | 不明             |             |
| 2005年（平成17年） | 不明             |             |
| 2006年（平成18年） | 不明             |             |
| 2007年（平成19年） | 418              | [ 統計 13 ] |
| 2008年（平成20年） | 406              | [ 統計 14 ] |
| 2009年（平成21年） | 373              | [ 統計 15 ] |
| 2010年（平成22年） | 369              | [ 統計 16 ] |
| 2011年（平成23年） | 387              | [ 統計 17 ] |
| 2012年（平成24年） | 391              | [ 統計 18 ] |
| 2013年（平成25年） | 386              | [ 統計 19 ] |
| 2014年（平成26年） | 385              | [ 統計 20 ] |
| 2015年（平成27年） | 389              | [ 統計 21 ] |
| 2016年（平成28年） | 382              | [ 統計 22 ] |
| 2017年（平成29年） | 379              | [ 統計 23 ] |
| 2018年（平成30年） | 376              | [ 統計 24 ] |
| 2019年（令和元年） | 358              | [ 統計 25 ] |
| 2020年（令和02年） | 228              | [ 統計 26 ] |
| 2021年（令和03年） | 245              | [ 統計 27 ] |
| 2022年（令和04年） | 317              | [ 統計 28 ] |
| 2023年（令和05年） | 342              | [ 統計 29 ] |

## 駅周辺

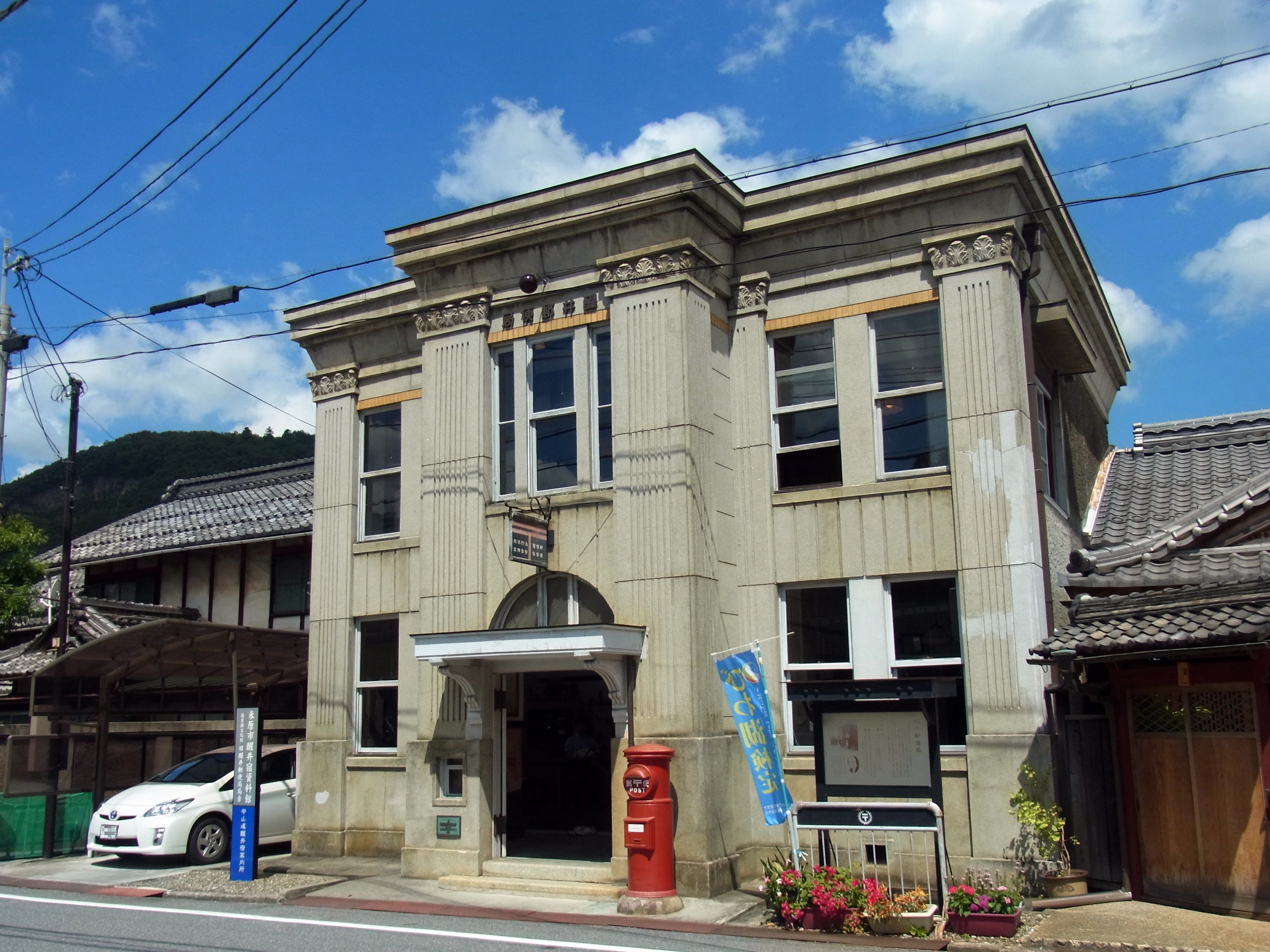
米原市醒井宿資料館（旧醒井郵便局）

かつては、中山道の宿場町であったために、駅周辺には往時の雰囲気や面影が残る。
- 米原市醒井行政サービスセンター
- 醒井宿[2]
  - 加茂神社
  - 米原市醒井宿資料館
  - 醒井木彫美術館
  - 了徳寺のオハツキイチョウ（国天然記念物）
  - 醒井地蔵尊
- 醒井峡谷
- 醒井養鱒場
- 米原市立河南小学校
- 国道21号
- 滋賀県道17号多賀醒井線
- 天野川

なお、醒ケ井駅に隣接して米原市の観光拠点施設「醒井水の宿駅」があったが、老朽化などにより2022年（令和4年）1月8日から休館し、同年6月30日に閉館した。

### タクシー路線
駅前にデマンドタクシー「まいちゃん号」（米原市）の乗り場がある。
備考
- かつては、湖国バスの醒ヶ井養鱒場線（米原駅西口 - 養鱒場）が当駅に乗り入れていたが、運行区間の短縮に伴い、2017年（平成29年）9月末をもって、当駅への乗り入れが廃止された。

## 隣の駅
東海旅客鉄道（JR東海）
CA 東海道本線
■特別快速・■新快速・■快速・■区間快速・■普通（区間快速は米原方面行きのみ運転）
近江長岡駅 (CA81) - 醒ケ井駅 (CA82) - 米原駅 (CA83)